# Tully–Fisher-relatie

De Tully–Fisher relatie voor spiraalvormige en lensvormige sterrenstelsels

De Tully–Fisher-relatie (TFR) is in de sterrenkunde een empirische relatie tussen de massa, of de intrinsieke lichtkracht van een spiraalvormig sterrenstelsel en zijn asymptotische rotatiesnelheid, of de breedte van zijn emissielijnen. De relatie werd voor het eerst gepubliceerd in 1977 door de astronomen R. Brent Tully en J. Richard Fisher. De lichtkracht wordt berekend door de magnitude van het sterrenstelsel te vermenigvuldigen met {\displaystyle 4\pi d^{2}}, waar {\displaystyle d} de afstand van het stelsel is en de lijnbreedte gemeten wordt door spectroscopie.
Er bestaan verschillende vormen van de Tully–Fisher-relatie, afhankelijk van hoe de massa, lichtkracht, of rotatiesnelheid worden bepaald. Tully en Fisher gebruikten de optische lichtkracht, maar later werk liet zien dat de relatie nauwer is als het nabij-infrarood (K-band) wordt gemeten om de stellaire massa te bepalen. De nauwkeurigste relatie wordt verkregen als de som van de massa in sterren en gas wordt gebruikt, wat de Baryonische Tully–Fisher-relatie wordt genoemd: de baryonische massa is evenredig met de rotatiesnelheid tot de macht 3,5 tot 4.
De TFR kan gebruikt worden om de afstand van spiraalvormige sterrenstelsels te schatten door de lichtkracht af te leiden uit de gemeten lijnbreedte. De afstand kan dan worden gevonden door de lichtkracht te vergelijken met de schijnbare helderheid. Dus de Tully-Fischer-relatie vormt een stap in de ladder van de astronomische afstandsmeting, die gekalibreerd kan worden door directere afstandsbepalingen van meer nabije sterrenstelsels en uitgebreid kan worden door met behulp van de TFR andere afstandsbepalingen van objecten op grotere afstand te kalibreren.
Het analoog van de TFR voor sterrenstelsels die niet roteren, zoals elliptische sterrenstelsels wordt de Faber–Jackson-relatie genoemd, waarbij in combinatie met het fundamenteel vlak van elliptische stelsels hun afstand bepaald kan worden.